# Razorlight
Razorlight — англо-шведская инди-рок-группа, основанная в 2002 году. В основном они известны в своих родных странах, занимая первые места в чартах в 2006 с синглом Америка и альбомом Razorlight. В состав группы входят: Джонни Боррелл (Johnny Borrell) (вокал), Бъёрн Стен Огрен (Björn Sten Ågren) (гитара),
Эдди МакКиан (Eddie McKeon) (гитара, бэк-вокал), Карл Далемо (Carl Dalemo) (бас-гитара) и Дэвид 'Skully' Салливан-Кэплэн (David Sullivan-Kaplan) (ударные).

## История группы

### Основание и раннее творчество (2002—2003)
В самом начале новая группа Джонни Барела выступала при поддержке The Libertines на различных площадках (включая 333 на Old Street), где их нашёл молодой сотрудник Artists and repertoire Джастин Кросс (Justin Cross). Благодаря ему в студии Туарег были записаны треки «Rip It Up», «Rock 'n' Roll Lies» и «In The City». С этих песен началось сотрудничество с A&R, в ходе которого был достигнут успех на радио. Позже группа подписала соглашение с лейблом Mercury Records, а их менеджером стал Ричард О’Донован (Richard O’Donovan). Группа стала очень популярной на музыкальной сцене Лондона. Огромный спрос привёл к тому, что группа давала дополнительные концерты, например, выступление в Alexandra Palace, которое посетили более 7 000 человек.

### Up All Nightи Гайд-парк (2004—2005)
Дебютный альбом группы, Up All Night, был выпущен 28 июня 2004, достигнув третьей позиции в альбомных чартах Соединённого Королевства. Он был положительно оценён критиками, получив хорошие комментарии от журналов NME, Q и Billboard, хотя группа и была обвинена в нехватке воображения и неоригинальности за якобы заимствованые идеи у других групп, таких, как The Strokes. После выпуска успешного дебютного альбома летом 2004, барабанщик Кристиан Смит-Панкорво (Christian Smith-Pancorvo) покинул группу; его заменил Энди Бёрроуз. Up All Night был переиздан в апреле 2005, включая невошедший в предыдущий релиз сингл «Somewhere Else», который достиг второй позиции в чартах.
В июле 2005 музыканты выступили в Гайд-парке, Лондон в рамках серии концертов Live 8. Однако, группа была упрекнута за то, что не пожертвовала свои дополнительные доходы на благотворительность. Позже Razorlight заявили, что вследствие их «статуса новичков» они не могут взять на себя подобные обязательства.
Песня «Kirby’s House» явилась вкладом группы в благотворительный альбом Help!: A Day in the Life, выпущенный организацией War Child. Данная композиция длительностью 4 минуты в укороченном варианте была представлена во втором альбоме группы, Razorlight.

### Razorlight(2006—2007)
Продолжая сотрудничество с The Who, которое началось на концерте Live 8, Razorlight впервые исполнили некоторые из новых песен, которые войдут в их второй альбом, 30 марта 2006 на одном из серии концертов Teenage Cancer Trust, организованных Роджером Долтри (Roger Daltrey). Позже, 2 июля этого же года, они выступили на аншлаговом концерте Hyde Park Calling. Группа продолжила выступления бесплатным концертом на пляже напротив Западного пирса Брайтона 12 июля в рамках Vodafone TBA.
Razorlight выпустили свой второй альбом Razorlight 17 июля 2006 в Соединённом Королевстве и стартовали с первой позиции в чарте „UK Albums Chart“ неделю спустя. Альбом вызвал смешанную реакцию: журнал „Q“ оценил его на пять баллов, в то время как Pitchfork Media поставил ему оценку 2.8 по 10-балльной шкале. Razorlight - альбом, после которого многие из поклонников группы разочаровались в ней (группа изменила звучание), некоторые винили музыкантов за "распродажу" своего творчества, разбавление их чистого, резкого рока для удовлетворения интересов широкой аудитории. Ведущая песня этого альбома, "In the Morning", была выпущена как сингл 3 июля 2006 и достигла 3-го места в британских чартах. На сегодняшний день, это самая успешная песня группы после "Somewhere Else" (2-е место) и "America" (попавшая на первую строчку чартов). Она также заняла второе место в iTunes.
Razorlight поддерживали Queen + Paul Rodgers 15 июля перед 60 000 зрителей. Этот концерт был перенесён в связи с взрывами в Лондоне в июле 2005. В декабре того же года, они помогали Oasis на стадионе Миллениум в Кардиффе. Они также выступали на концертах The Rolling Stones в Кёльне и Париже. В ходе Рождественского сезона группа играла на закрытом шоу в Railway Inn (Winchester). Им помогала перспективная лондонская группа Captain Phoenix, в которой барабанщиком является младший брат Энди Бёроуза - Бен (Ben). Группа отправилась в своё крупнейшее на сегодняшний день турне в октябре 2006, а также поддержала Ричарда Эшкрофта (Richard Ashcroft) на его домашнем концерте в Клубе крикета графства Ланкашир 17 июля.

## Дискография

### Альбомы
- 2004 — Up All Night (28 июня, Vertigo)
- 2006 — Razorlight (17 июля, Vertigo)
- 2008 — Slipway Fires (3 ноября)

### Синглы
| год  | название                           | позиции в чартах        | позиции в чартах | позиции в чартах | позиции в чартах               | позиции в чартах   | позиции в чартах                | альбом        |
| год  | название                           | Соединённое Королевство | UK Download      | Ирландия         | США (Modern Rock Tracks chart) | Бельгия (Ultratop) | Германия (Media Control Charts) | альбом        |
| ---- | ---------------------------------- | ----------------------- | ---------------- | ---------------- | ------------------------------ | ------------------ | ------------------------------- | ------------- |
| 2003 | Rock ‘N’ Roll Lies                 | 56                      | —                | —                | —                              | —                  | —                               | Up All Night  |
| 2003 | Rip It Up                          | 42                      | —                | —                | —                              | —                  | —                               | Up All Night  |
| 2004 | Stumble and Fall                   | 27                      | —                | —                | —                              | —                  | —                               | Up All Night  |
| 2004 | Golden Touch                       | 9                       | 3                | —                | 32                             | —                  | —                               | Up All Night  |
| 2004 | Vice                               | 18                      | —                | —                | —                              | —                  | —                               | Up All Night  |
| 2004 | Rip It Up (re-release)             | 20                      | —                | —                | —                              | —                  | —                               | Up All Night  |
| 2005 | Somewhere Else                     | 2                       | 2                | —                | 36                             | —                  | —                               | Up All Night  |
| 2006 | In The Morning                     | 3                       | 5                | —                | —                              | —                  | —                               | Razorlight    |
| 2006 | America                            | 1                       | 1                | 6                | —                              | 21                 | 38                              | Razorlight    |
| 2006 | Before I Fall to Pieces            | 17                      | 17               | 37               | —                              | —                  | —                               | Razorlight    |
| 2007 | I Can't Stop This Feeling I've Got | 44                      | —                | —                | —                              | —                  | —                               | Razorlight    |
| 2007 | Hold On                            | 80                      | —                | —                | —                              | —                  | —                               | Razorlight    |
| 2008 | Wire To Wire                       | 5                       | —                | —                | —                              | 13                 | 3                               | Slipway Fires |
| 2009 | Hostage Of Love                    | —                       | —                | —                | —                              | —                  | —                               | Slipway Fires |